# Idun Peak
Idun Peak är en bergstopp i Antarktis. Den ligger i Östantarktis. Nya Zeeland gör anspråk på området. Toppen på Idun Peak är 1 813 meter över havet.
Terrängen runt Idun Peak är bergig åt sydväst, men åt nordost är den kuperad. Idun Peak ligger uppe på en höjd som går i öst-västlig riktning. Trakten är obefolkad. Det finns inga samhällen i närheten. 